# Мікаель Юнгберг
Мікаель Юнберг  (швед. Mikael Ljungberg, 13 червня 1970 — 11 листопада 2004) — шведський борець греко-римського стилю, олімпійський чемпіон, дворазовий чемпіон світу та Європи.
11 листопада 2004 покінчив життя самогубством, повісившись у психіатричній лікарні, де проходив реабілітацію після депресії, яку викликали завершення спортивної кар'єри, смерть матері та розлучення.
У 2014 внесений до Зали слави Міжнародної федерації об'єднаних стилів боротьби (FILA).

## Виступи на Олімпіадах
| Змагання                    | Збірна | Вагова категорія | Місце  |
| --------------------------- | ------ | ---------------- | ------ |
| Літні Олімпійські ігри 1992 | Швеція | 90 кг            | 4      |
| Літні Олімпійські ігри 1996 | Швеція | 100 кг           | Бронза |
| Літні Олімпійські ігри 2000 | Швеція | 97 кг            | Золото |

## Виступи на Чемпіонатах світу
| Змагання                        | Збірна | Вагова категорія | Місце  |
| ------------------------------- | ------ | ---------------- | ------ |
| Чемпіонат світу з боротьби 1991 | Швеція | 90 кг            | 19     |
| Чемпіонат світу з боротьби 1993 | Швеція | 100 кг           | Золото |
| Чемпіонат світу з боротьби 1995 | Швеція | 100 кг           | Золото |
| Чемпіонат світу з боротьби 1997 | Швеція | 97 кг            | 5      |
| Чемпіонат світу з боротьби 1998 | Швеція | 97 кг            | 7      |
| Чемпіонат світу з боротьби 1999 | Швеція | 97 кг            | Бронза |

## Виступи на Чемпіонатах Європи
| Змагання                         | Збірна | Вагова категорія | Місце  |
| -------------------------------- | ------ | ---------------- | ------ |
| Чемпіонат Європи з боротьби 1991 | Швеція | 90 кг            | 6      |
| Чемпіонат Європи з боротьби 1995 | Швеція | 100 кг           | Золото |
| Чемпіонат Європи з боротьби 1996 | Швеція | 100 кг           | 7      |
| Чемпіонат Європи з боротьби 1998 | Швеція | 97 кг            | Срібло |
| Чемпіонат Європи з боротьби 1999 | Швеція | 97 кг            | Золото |

## Виступи на Кубках світу
| Змагання                    | Збірна | Вагова категорія | Місце  |
| --------------------------- | ------ | ---------------- | ------ |
| Кубок світу з боротьби 1990 | Швеція | 90 кг            | Бронза |

## Виступи на інших змаганнях
| Змагання                            | Збірна | Вагова категорія | Місце  |
| ----------------------------------- | ------ | ---------------- | ------ |
| Північний чемпіонат з боротьби 1991 | Швеція | 90 кг            | Срібло |
| Північний чемпіонат з боротьби 1993 | Швеція | 100 кг           | Золото |
| Північний чемпіонат з боротьби 1996 | Швеція | + 100кг          | Золото |
| Гран-прі Німеччини з боротьби 1993  | Швеція | 100 кг           | Срібло |
| Балтійські ігри 1993                | Швеція | 100 кг           | Золото |